# БРМ-1К
Бойова розвідувальна машина БРМ-1К — броньована самохідна машина на гусеничному ходу, призначена для розвідки на полі бою.

## Історія
Бойова розвідувальна машина БРМ-1к була розроблена на основі БМП-1 у КБ Челябінського тракторного заводу на початку 1970-х років. Призначалася для ведення інструментальної розвідки в інтересах сухопутних військ і створювалася як заміна у розвідувальних підрозділах легкого плаваючого танка ПТ-76. БМП-1 була обрана як базова не випадково, оскільки вона була здатна долати вплав водні перешкоди, і крім того, за рахунок уніфікації вузлів і деталей полегшувався процес прийняття машини на озброєння, знижувалася її вартість. БРМ-1к була прийнята на озброєння в 1972 році і серійно вироблялася на КМЗ з 1973 року.

## Опис конструкції
Загальне компонування машини повторює собою БМП-1: МТО в передній частині зварного бронекорпуса, а бойове — у середині і кормі. Велика двомісна башта кругового обертання зміщена ближче до кормової частини машини. Так само до зовнішніх відмінностей від БМП-1 можна віднести розташування колоди «саморятувальника» по правому борту, наявність штанги антени на задньому борту, інше (3 в ряд з двох сторін башти) розташування апаратури задимлення.

## Екіпаж
Місткість машини 6 осіб.  
На відміну від БМП-1, командир бронемашини розташовується в башті, яка в БРМ-1К, двохмісна.  
Місце за мех.- водієм, займає оператор ТНА 
Екіпаж складається з 6 військовослужбовців.
1) Командир машини (він же оператор ПСНР, та дальномірнього комплексу)
2) Навідник-оператор штатної гармати
3) Механік-водій
4) Оператор танкової навігаційної апаратури
5) Радіотелефоніст, за потреби радіотелеграфіст
6) Старший розвідник 

## Устаткування
У вільному просторі між баштою і десантними люками розташовані засоби для ведення інженерної, хімічної, біологічної, радіаційної розвідки.
Устаткування БРМ-1К дозволяє екіпажу вирішувати наступні завдання:
- визначати дирекційний кут поздовжньої осі машини (кут між північним напрямком вертикальної лінії координатної сітки карти і напрямом поздовжньої осі машини, прокресленої на карті);
- безперервно виробляти навігаційну інформацію (поточні прямокутні координати і дирекційний кут на пункт призначення);
- визначити координати цілей;
- визначити кути між поздовжньою віссю машини і напрямами на орієнтири (цілі);
- виміряти відстані до цілей;
- вести пошук, виявлення, супровід і визначення координат рухомих цілей;
- вести радіаційну і хімічну розвідку;
- забезпечувати радіозв'язок в УКХ і КХ діапазонах і швидкісну передачу інформації;
- вести спостереження за місцевістю в денних і нічних умовах.

Для орієнтування та ведення розвідки машина обладнана наступною спеціальною апаратурою: навігаційною апаратурою ТНА-3, лазерним далекоміром, радіолокаційною станцією, приймачем-пеленгатором, міношукачем, приладом хімічної розвідки, двома радіостанціями для ближнього та далекого зв'язку. Для далекого зв'язку є комплект для розгортання стаціонарної антени типу «диполь».

## Озброєння
- 73-мм гармата Гром (20 пострілів)
- 7,62-мм кулемет ПКТ (2000 патронів)

## На озброєнні
- Україна — 115 БРМ-1К, станом на 2018 рік[1]
- Азербайджан — 15 БРМ-1, станом на 2018 рік[2]
- Білорусь — 132 БРМ-1, станом на 2018 рік[3]
- Вірменія:
  - Армія Вірменії — 12 БРМ-1К, станом на 2018 рік[4]
  - МВС Вірменії — 5 БРМ-1К, станом на 2018 рік[5]
  - Прикордонні війська Вірменії — 3 БРМ-1К, станом на 2018 рік[5]
- Грузія — 1 БРМ-1К, станом на 2018 рік[6]
- Казахстан — 60 БРМ-1, станом на 2018 рік[7]
- Росія:
  - Сухопутні війська Росії — 700 БРМ-1К, станом на 2018 рік[8]
- Туркменістан — 60 БРМ-1, станом на 2018 рік[9]
- Узбекистан — 6 БРМ-1, станом на 2018 рік[10]

### Україна
Крім стандартних БРМ-1К в листопаді 2022 року в складі ДШВ було помічено специфічну модифікацію, з установленою баштою від БМД-2. Повідомляється, що це дає можливість посилити озброєння машини за рахунок башт зношених БМД-2.